# دیوداد بن محمد
دیوداد بن محمد فرزند محمد بن ابوالساج و از خاندان ساجیان بود که در سال ۲۸۸ هجری/۹۰۱ میلادی مدتی امارت آذربایجان را به دست گرفت.

## زندگانی
دیوداد پس از مرگ پدرش در سال ۲۸۸ هجری یا همان ۹۰۱ میلادی توسط لشکریان به سمت امارت منصوب شد؛ در این هنگام عمویش یوسف بن ابوالساج که امارت را از آن خود می‌دانست سپاه را ترک کرد و پس از پنج ماه در پس جنگی توسط دیوداد را شکست داد؛ او را از قدرت خلع کرد و دیوارهای دفاعی پایتختش مراغه، در این جنگ ویران شد. یوسف به دیوداد پیشنهاد کرد که به او خدمت کند، اما دیوداد نپذیرفت و به بغداد رفت و بعدها به خدمت حامد بن عباس، وزیر خلیفه، درآمد.

## مآخذ
پانویس
1. ↑  Madelung.
2. ↑  فهیمی.
3. ↑  فهیمی.
4. ↑  Madelung.
5. ↑  فهیمی.
6. ↑  فهیمی.